# Дуц А Вале е А Монте (Торино)
Дуц А Вале е А Монте је насеље у Италији у округу Торино, региону Пијемонт.
Према процени из 2011. у насељу је живело 13 становника. Насеље се налази на надморској висини од 1740 м.